# Vasilīs Toliopoulos
Vasilīs Toliopoulos (in greco Βασίλης Τολιόπουλος?; Atene, 15 giugno 1996) è un cestista greco.

## Palmarès
- Campionato greco: 1

Olympiakos: 2015-16
- Coppa di Grecia: 1

AEK Atene: 2019-20